# Transfobi
Transfobi er afsky, had, frygt eller ubehag over for transkønnede. Udtrykket bruges oftest om observerbar diskrimination, herunder hadefulde ytringer mod transkønnede. Transfobi afspejles i diskrimination på alle områder af samfundet. Det kan f.ex. omfatte fysisk og/eller psykisk chikane og/eller vold.
I den vestlige verden er der sket gradvise ændringer i retning af tolerance over for transkønnede. Derudover fokuserer kampagner vedrørende LGBT på at forbedre social accept af utraditionelle kønsidentiteter. "Stop Stigma"-kampagnen fra FN er en sådan udvikling.
International Day Against Homophobia, Transphobia and Biphobia afholdes hvert år den 17. maj.